# 東華醫院 (美國)
東華醫院（英語：San Francisco Chinese Hospital）是一間位於美國加利福尼亞州舊金山的社區醫院，同時也是美國境內唯一一間華人醫院。東華醫院位於舊金山唐人街。
東華醫院主要服務舊金山地區的老年人、窮人及中國移民，並為具有語言障礙的居民提供舊金山總醫院以外的選擇，其職員可提供廣東話、普通話、英語、台山話等語言服務。東華醫院同時營運華人保健計劃。

## 歷史

### 起源
歷史學家麥禮謙指出有三個因素導致早期華人移民難以尋求醫療協助：
1. 許多醫院拒絕治療華人病人
2. 多數醫院遠離唐人街，預期病人有可能在路上遭到襲擊
3. 多數華人移民不會說英語，難以與美國醫院溝通

1888年，中國醫院協會請求批准在大學丘興建醫院，但舊金山參事委員會則因既有業主的反對而將請求轉往健康及警察委員會。舊金山於19世紀末設立了若干聲稱為中國醫院的私營機構，然而聲譽較差，主要功能為療養院和太平間。
東華醫院的歷史可以追溯至1899年，當年與香港東華三院有聯繫的東方藥局在薩克拉門托街業主抗議下成立。東華醫局開設於薩克拉門托街828號，現時作為黃顯護/東華遊樂場之用。1906年舊金山大地震及大火後，東華醫局搬遷至特倫頓街14號。但是東華醫局建築物太小，只有7.6米乘18.3米，不足以應付社區需求。

### 1924年及1979年建築

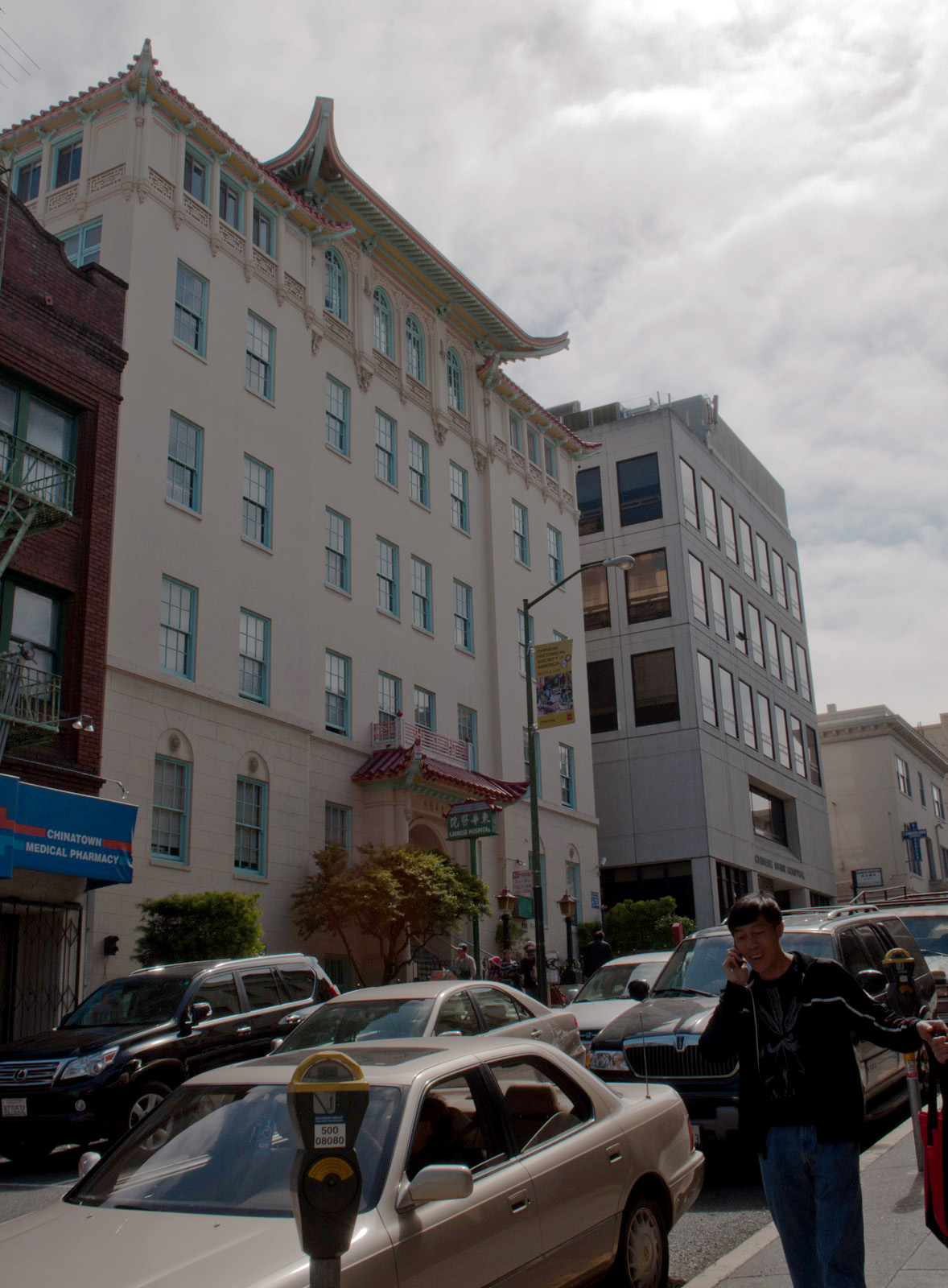
現已拆除的1924年醫院立面。1979年附屬大樓位於較高的位置

1920年，東華醫局購入一處土地以擴展特倫頓街的醫局，而六大會館召集了15個社區組織舉行會議，並大膽決定改為興建一間現代化醫院，因此也需要大量的籌款。15個組織於1922年10月再次開會，並成立醫院董事局，於1923年8月以10500美元購入現時醫院所在地的土地。1923年起，舊金山灣區的華人移民為工程貢獻了14萬5000美元，而20萬美元的目標則於1925年初達成。現代化的東華醫院以鋼筋水泥興建，並在屋頂具備一定東方建築風格，並於1924年落成。東華醫院地址為傑克遜街835號，於1925年4月18日開幕，當時唐人街更連續幾天舉辦了大型慶祝活動。
到了1970年代初，原有的大樓已經不符合1947年成立的地震與消防標準，但其收入主要來自唐人街的零售物業，並不足以提供足夠資金進行改善。新附屬大樓於1979年在傑克遜街845號建成，並設有54張病床。1979年醫院附屬大樓開幕後，原有的1924年大樓改為醫學行政大樓。

### 2012年擴建
2012年，東華醫院公佈計劃興建一座新醫院大樓取代現時的1924年大樓。新大樓將由1979年大樓接管病人護理，而1924年大樓則因不防震不安全而計劃拆除。計劃雖然遭到國家歷史保護基金的強烈反對，仍然得到通過，1924年大樓因而拆除。基金將1924年大樓的拆除稱為2013年十大歷史遺蹟損失之一。1924年大樓後方的一處41個車位的停車場也遭到拆除以興建新大樓。
到了2016年9月，耗資1.8億美元新建的8層大樓正式開放，稱為病人塔。新建的醫院大樓將設有54張病床並加入22張病床的護理設施，而1979年大樓將改為服務醫學行政及門診中心。工程的籌款由華裔美國政治活動家白蘭帶頭。

## 著名病人
演員及武術家李小龍即於東華醫院出生。舊金山參事委員會前主席余鼎昂亦於東華醫院出生。